# Miriam Battista
Miriam Battista (14 de julio de 1912 – 22 de diciembre de 1980) fue una actriz estadounidense conocida principalmente por su temprana carrera como estrella infantil en películas mudas. Tras llamar la atención en los teatros de Broadway a los cuatro años, ese mismo año fue seleccionada para participar en películas. Su aparición más famosa fue en la película Humoresque, de 1920, en la que interpretó a una niña con muletas. Ya adulta, Battista actuó en películas en italiano en la década de 1930 y participó en producciones de Broadway. Escribió, cantó, compuso música y copresentó un programa de entrevistas en televisión con su segundo esposo.

## Primeros años y carrera
Miriam Caramella Josephine Battista nació en 1912 en la ciudad de Nueva York, hija de Raphael Battista y Cleonice "Clara" Rufolo, ambos inmigrantes italianos. Comenzó a actuar en 1916, a la edad de cuatro años, en A Kiss for Cinderella, una obra de Broadway protagonizada por Maude Adams, en la que Battista interpretó un papel no acreditado como la más joven de un grupo de huérfanos de guerra. Le siguieron otras apariciones en Broadway, incluyendo pequeños papeles en Daddy Long Legs con Henry Miller en 1917, A Doll's House con Alla Nazimova en 1918, y Daddies con Jeanne Eagels en 1919.

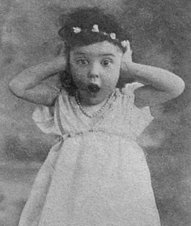
Battista en 1916

Al mismo tiempo que Battista apareció en el escenario, también comenzó a trabajar en películas mudas. Tuvo un papel sin acreditar en la película de vampiros Blazing Love (1916), protagonizada por Virginia Pearson, lo que le valió a Battista aparecer, con una foto y una breve biografía, en un artículo titulado "Little Stars" en la revista cinematográfica Moving Picture Stories. Su primer papel acreditado en el cine llegó en 1918 en Eye for Eye, de Nazimova, donde interpretó a la hija de un jeque árabe, la hermana pequeña del sensual personaje de Nazimova, lo que llevó al director Frank Borzage a elegir a Battista para interpretar a Minnie Ginsberg, una mujer con discapacidad física, en Humoresque (1920). La autora Elinor Glyn quedó tan impresionada por la interpretación de Battista que escribió un guion, que finalmente no se produjo, para esta estrella infantil a la que llamó "la mejor actriz de la pantalla." Los periodistas comenzaron a describir a Battista como dos años más joven de lo que realmente era, diciendo que había nacido en 1914.
La revista Motion Picture Magazine dedicó un artículo a Battista en diciembre de 1922, titulado "Woman of the World". En él, la periodista Gladys Hall destacaba la madurez precoz de Battista, su preferencia por las joyas de jade en lugar de las muñecas y sus características de futura vampiresa. En 1924, su foto apareció en la portada de Picture Show, una publicación británica, en la que aparecía a horcajadas sobre un barril volcado con el título "They really play in Pictures" y el pie de foto "Miriam Battista disfruta de un revolcón".
Tras su éxito en Humoresque, Battista apareció en otras nueve películas mudas, a menudo en papeles que le exigían llorar ante la cámara, una habilidad por la que se hizo famosa. Hizo apariciones públicas para promocionar sus películas y también realizó una gira por el circuito de vodevil, interpretando a Julieta en la escena del balcón de Romeo and Juliet con el actor infantil Charles Eaton. Tras la muerte de su madre en 1924, su carrera se estancó.

## Carrera de adulta

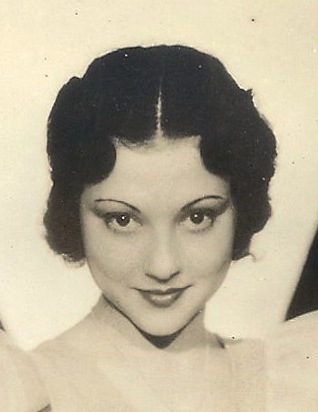
Miriam Battista en 1932, foto por Murray Korman

En 1931, Battista protagonizó varias películas en italiano rodadas en Nueva York, entre ellas Santa Lucia Luntana y Così è la vita. También regresó a los escenarios de Broadway, donde actuó en The Honor Code en 1931. Entre otras apariciones en Broadway durante la década siguiente, tuvo un papel como cantante en el musical de Ziegfeld Hot-Cha! junto a Bert Lahr, un papel junto a Humphrey Bogart en Our Wife, y disfrutó de una temporada inusualmente larga en la comedia No More Ladies. Por lo general, no tuvo suerte con las producciones de Broadway que eligió, que normalmente solo se representaban durante unas pocas funciones. Sin embargo, encontró trabajo frecuente en las compañías de verano y en las giras de producciones exitosas de Broadway, como The Women.
En 1934, Battista se casó con el bailarín Paul Pierce. Se divorciaron poco más de un año después, en 1935. En 1938, se fugó con el escritor Russell Maloney. El talento literario de Battista fue reconocido cuando The New Yorker publicó su relato corto "No Sugar Please" en su número del 20 de abril de 1940. Ella y Maloney tuvieron una hija, Amelia, en 1945. Battista ayudó a Maloney a traducir Die Fledermaus al inglés para la Philadelphia Opera Company (1943), y colaboraron en un programa de entrevistas de televisión, The Maloneys, en la cadena DuMont Television Network (1947-1948). Los dos escribieron el guion y la letra de un musical, Sleepy Hollow (con el escenario de "Legend" de Washington Irving), cuya producción costó 230 000 dólares, pero que solo se representó durante 12 funciones (del 3 al 12 de junio de 1948).

## Muerte
El segundo marido de Battista falleció en septiembre de 1948. Tres meses después, se casó con Lloyd Rosamond, un productor de radio y amigo de toda la vida. Su hija y ella se mudaron con él a Los Ángeles, California, en 1960, donde él falleció en 1964. Miriam Battista regresó a su ciudad natal, Nueva York, donde falleció en el Jewish Memorial Hospital de Manhattan a causa de complicaciones derivadas de un enfisema el 22 de diciembre de 1980, a los 68 años.

## Apariciones

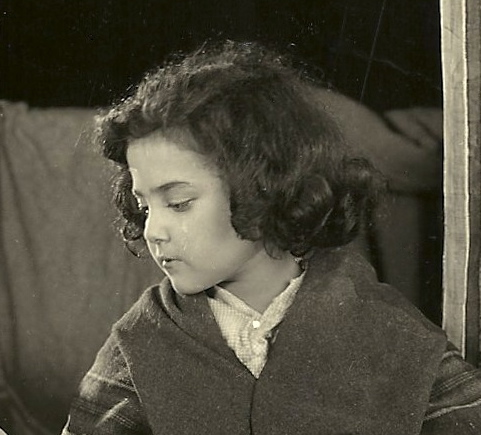
Battista como Minnie Ginsberg en Humoresque, 1920

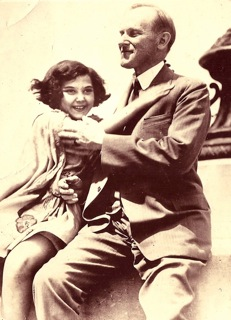
Battista con el presidente Calvin Coolidge, 1923

- 1916 – A Kiss for Cinderella (obra)
- 1916 – Blazing Love (película)
- 1917 – Daddy Long Legs (obra)
- 1918 – A Doll's House (obra)
- 1918 – Freedom (obra)[11]
- 1918 – Eye for Eye (película)[5]
- 1919 – Daddies (obra)
- 1919 – Papa (obra)
- 1919 – The Red Dawn (obra)
- 1920 – Humoresque (película)
- 1921 – At the Stage Door (película)
- 1922 – The Good Provider (película)
- 1922 – The Blonde Vampire (película)
- 1922 – Boomerang Bill (película)
- 1922 –  The Curse of Drink (película)
- 1922 – The Man Who Played God (película)[6]
- 1922 – Smilin' Through (película)
- 1923 – The Custard Cup (película)
- 1923 – The Steadfast Heart (película)
- 1924 – Romeo and Juliet (obra)
- 1931 – Santa Lucia Luntana (película)
- 1931 – Così è la vita (película)
- 1931 – The Honor Code (obra)
- 1932 – Hot-Cha! (obra)
- 1933 – Saint Wench (obra)
- 1933 – Our Wife (obra)
- 1933 – An Undesirable Lady (obra)
- 1934 – No More Ladies (obra)
- 1934 – Enlighten Thy Daughter (película)
- 1934 – Fools Rush In (obra)
- 1935 – Tapestry in Gray (obra)
- 1936 – Summer Wives (obra)
- 1936 – Prelude to Exile (obra)
- 1939 – They Knew What They Wanted (obra)
- 1948 – Sleepy Hollow (acreditada como dramaturga y libretista)[16]
- 1947–1948 – The Maloneys (televisión)